# Villa Fiorita (Brugherio)
Villa Scotti-Cornaglia-Noseda-Bertani, meglio nota come Villa Fiorita, è l'edificio che ospita la sede del Comune di Brugherio.

## Storia
Villa Fiorita è una villa nobiliare storica urbana che presenta una pianta a L. Un'ala si affaccia sul centro cittadino con una cancellata in ferro battuto sorretta da pilastrini tardo barocchi che rappresenta l'entrata principale. Un'altra entrata, sul retro, dava su un ampio parco dal quale si aveva accesso direttamente dalla piazza della chiesa.
La villa è stata costruita dove già esisteva, nel 1721, una "casa da nobile" con rustici e giardino, di proprietà dei conti Scotti, presenti a Brugherio dagli inizi del 1500. Il territorio su cui sorgeva si trovava sotto la Corte di Monza.
Nel 1778 il conte di Vedano, Giambattista Gallarati Scotti, la vendette (insieme al vicino edificio, oggi conosciuto come Palazzo Ghirlanda-Silva) a Gaspare Ghirlanda il quale, probabilmente, diede inizio ai lavori di riedificazione e decorazione di cui ora rimangono le tracce maggiori.
In seguito la villa andò ai Noseda, proprietari terrieri milanesi, che ne fecero la loro dimora estiva. Nel 1921 fu acquistata dai fratelli Bertani, che costruirono il grande lanificio passato poi a Gaetano Marzotto.
Nel 1938 la villa fu ceduta alla casa di cura Villa Fiorita per malattie nervose. Questa clinica, amministrata dal rag. Bogani, proveniva da Milano e dal 1949 al 1956 ospitò il pittore ferrarese Filippo de Pisis che utilizzò come studio la serra del palazzo, ora chiamata Serra de Pisis.
La costruzione nobiliare, per la successione dei proprietari e per la più recente trasformazione in casa di cura, è stata più volte modificata e nel 1963, per motivi funzionali ed igienici, sono stati demoliti due rustici e un'ala della villa.
L'edificio è stato ulteriormente ristrutturato, senza però modificarne la struttura che derivava dai precedenti interventi, per ospitare la sede municipale, la cui inaugurazione è avvenuta il 17 dicembre 1978. Nel corso della ristrutturazione venne restituito alla facciata il portico originale a tre arcate con belle colonne in granito.

## Opere

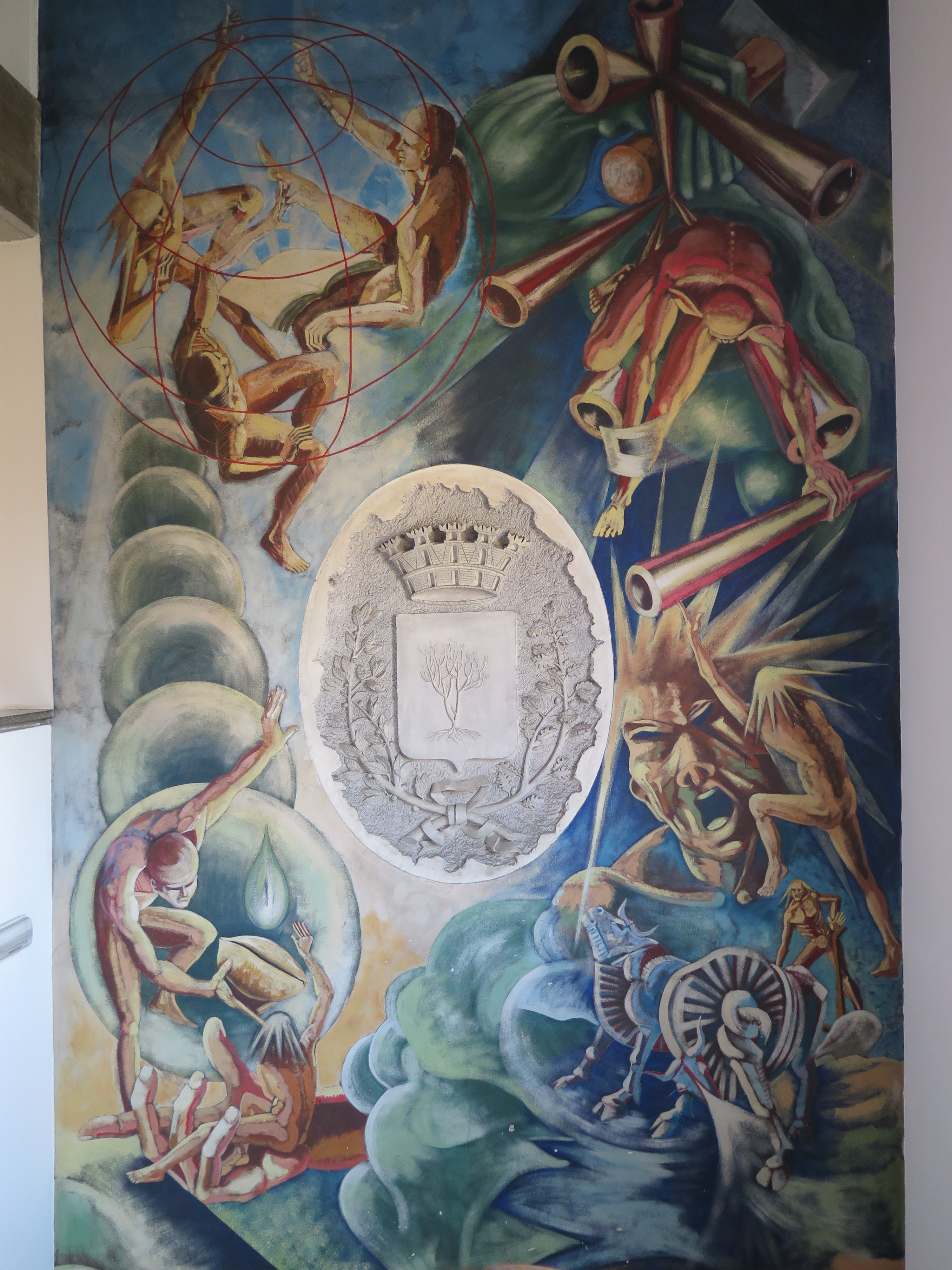
"Arti e mestieri" - affresco all'interno di Villa Fiorita

I lavori di ristrutturazione hanno cancellato quasi interamente le decorazioni ad affresco presenti sulla facciata. Sul retro della villa si intravedono delle raffigurazioni monocrome che rappresentano cariatidi che sembrano sorreggere i balconi che, in realtà, sono un'aggiunta novecentesca.
All'interno dell'edificio, al pian terreno, nell'ufficio del sindaco, al soffitto si possono ammirare decorazioni ad affresco mentre, nell'androne dell'ingresso e nel salone centrale che affaccia sul giardino, si trovano dei residui di fregi di affreschi settecenteschi, che rappresentano scene mitologiche (forse episodi della vita di Cleopatra).
Lungo lo scalone d'accesso al piano superiore si può ammirare il grande affresco "Arti e mestieri" di Max Squillace, Franco Ghezzi e Gian Mario Mariani. Nel murale vengono rappresentati la cultura, la famiglia, il lavoro dei campi e della fabbrica, l'aggressività dell'uomo. Il lavoro agricolo viene raffigurato dall'uomo con l'aratro e i buoi. Il lavoro nei campi è stato la prima fonte di ricchezza economica dell'uomo che in seguito è stato soppiantato dalla fabbrica, dalla tecnologia e dalla meccanicizzazione dell'industria. La famiglia, inserita in un contesto sociale, viene rappresentata da un uomo che offre alla donna, adagiata nella grande mano della madre terra, il seme di grano simbolo di fertilità. Figure umane racchiuse in un globo rappresentano la cultura. Questi corpi, raffigurati in tutta la loro bellezza, fortemente plastici, si agitano, uscendo dalla struttura nella quale sono inseriti, quasi a dimostrare che la cultura non è prerogativa di pochi eletti dentro un ghetto d'oro ma, invece, un patrimonio interscambiabile. Ed infine l'uomo che simboleggia l'aggressività che è dentro di noi e che dobbiamo "tirar fuori" per costruire cose nuove e forse addirittura un mondo nuovo. Al centro dell'opera, come a rappresentare graficamente il legame di tutto ciò con la città, lo stemma comunale.

## Parco di Villa Fiorita

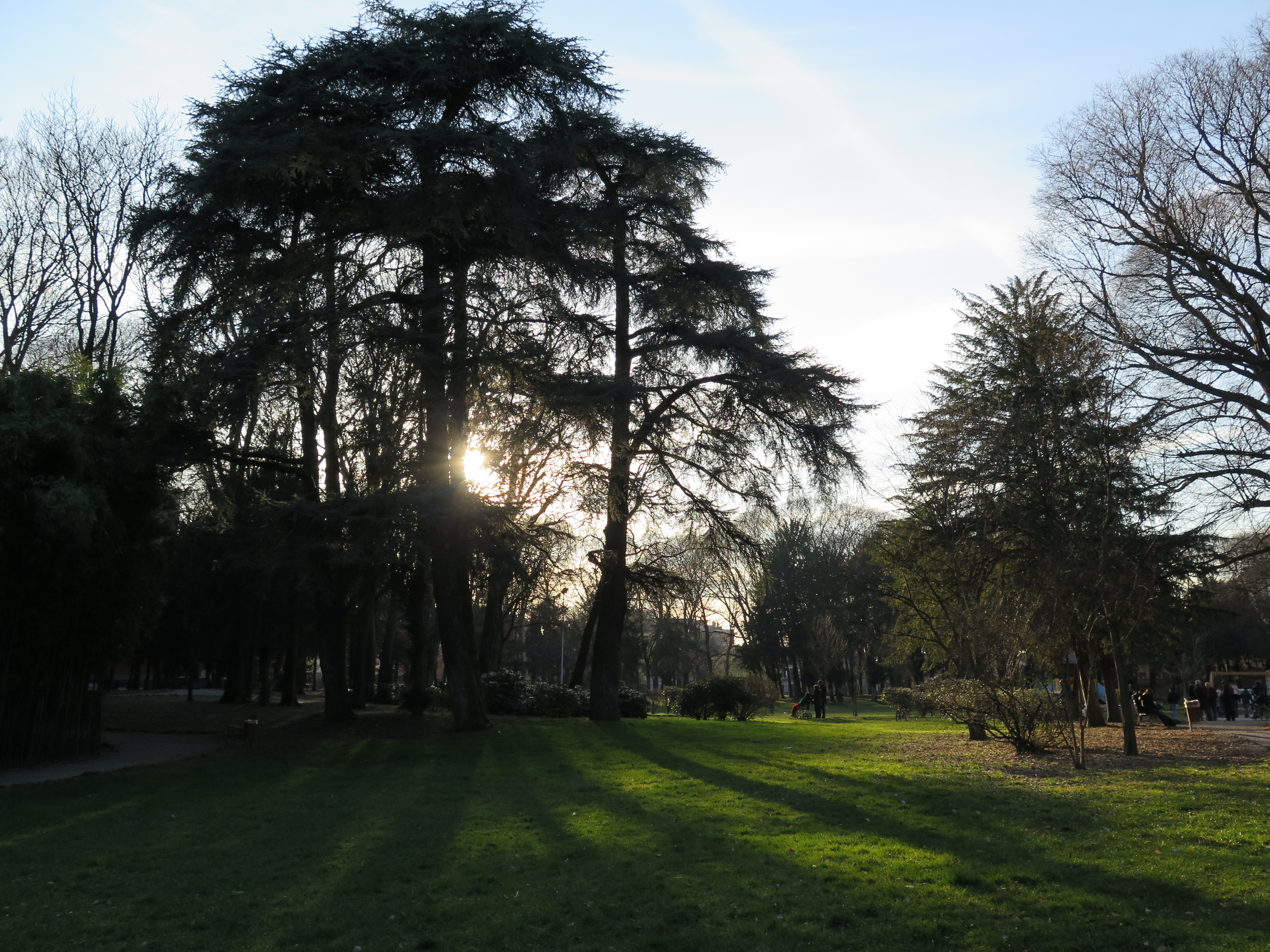
Parco di Villa Fiorita

Dietro all'edificio di Villa Fiorita, nel cuore di Brugherio, si trova un parco romantico all'inglese che occupa una superficie di circa 7.000 m².
Le prime notizie storiche del parco di Villa Fiorita risalgono agli inizi del Settecento, quand'era solo un piccolo giardino annesso alla casa del conte Ottaviano Scotti.
Nella seconda metà dell'Ottocento venne ampliato e trasformato in un classico giardino romantico. Possiamo ancora intravedere i connotati tipici del parco paesistico informale: colline artificiali, percorsi sinuosi, l'impianto arboreo irregolare, le rocailles per delimitare aiuole e vialetti, il muro di recinzione.
Il patrimonio arboreo del parco conta più di 600 esemplari composto soprattutto da bagolari e tassi, ma sono presenti anche cedri, ippocastani, faggi, ginko, aceri, olmi e robinie.
Degni di nota il bagolaro monumentale di fronte alla serra De Pisis, la superba Sophora japonica e lo storico canneto di Bambusa. 
Il parco, che si apre davanti alla piazza principale del comune, è dotato di un'area giochi per bambini nonché di un piccolo chiosco con una piccola area di ristoro. Il parco ospita anche manifestazioni culturali e musicali e, nelle sere estive, vengono proiettati film all'aperto.

## Serra De Pisis

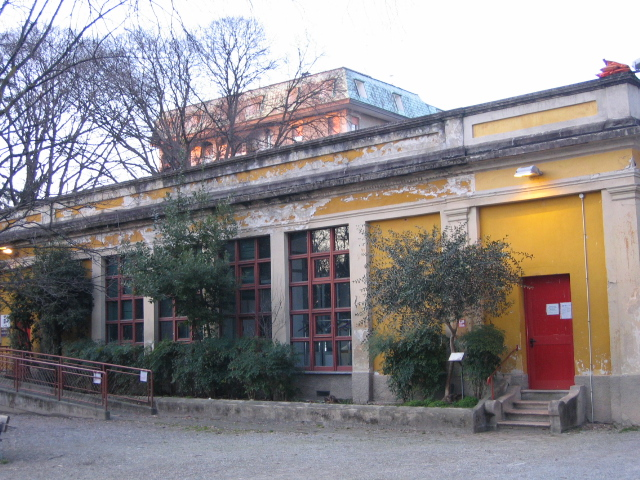
La Serra de Pisis

All'interno del Parco di Villa Fiorita si trova un edificio, di pertinenza della villa, un tempo destinato a serra botanica. Villa Fiorita venne destinata a casa di cura per malattie nervose, e dal 1949 al 1956 ospitò il pittore ferrarese Filippo de Pisis (1896-1956) che utilizzò come studio la serra del palazzo scegliendola perché immersa nel verde del parco e per l'ottimale esposizione alla luce del sole.